# لان مک‌کالیستر
لان مک‌کالیستر (انگلیسی: Lon McCallister؛ ‏ ۱۷ آوریل ۱۹۲۳ – ۱۱ ژوئن ۲۰۰۵) بازیگر اهل ایالات متحده آمریکا بود. وی بین سال‌های ۱۹۳۶ تا ۱۹۶۳ میلادی فعالیت می‌کرد.
از فیلم‌ها یا برنامه‌های تلویزیونی که وی در آن نقش داشته‌است، می‌توان به استلا دالاس، اعترافات یک جاسوس نازی، بی‌تجربه‌ها، رومئو و ژولیت، احمق آمریکایی خوش‌تیپ، اسکودا هو! اسکودا هی!، پیروزی در پرواز، ماجراهای تام سایر، خانه قرمز، خانه در ایندیانا، و تندر در میانکوه اشاره کرد.